# Palaeoleon ferrogeneticus
Palaeoleon ferrogeneticus là một loài côn trùng trong họ Palaeoleontidae thuộc bộ Neuroptera. Loài này được Rice miêu tả năm 1969.